# Terminal Campo Limpo
Campo Limpo es un terminal de ómnibus de la ciudad de São Paulo. Ubicado en el límite de las regiones oeste y sudoeste de la ciudad, en la Estrada do Campo Limpo esquina Calle Campina Grande. Es atendida por 29 líneas. Fue inaugurada el 31 de octubre de 2009, por el Prefecto Gilberto Kassab.

## Líneas
| Línea | Prefijo | Destino                                                          |
| ----- | ------- | ---------------------------------------------------------------- |
| 7049  | 10      | Parque do Lago (via Estrada do M'Boi Mirim)                      |
| 7050  | 10      | Jardim das Rosas                                                 |
| 7051  | 10      | Jardim Rosana (até Jardim Sete Lagos)                            |
| 7052  | 10      | Jardim Helga                                                     |
| 7053  | 10      | Jardim Macedônia (Via Maria Sampaio/Leme)                        |
| 7053  | 21      | Jardim Maria Sampaio                                             |
| 7053  | 22      | Jardim Maria Sampaio (até Jardim Leme)                           |
| 7054  | 10      | Jardim Macedônia (via Estr Pirajussara-Valo Velho)               |
| 7055  | 10      | Jardim Guarujá (via Jardim São Bento)                            |
| 7057  | 10      | Jardim Maria Sampaio (até Jardim Mitsutani)                      |
| 7058  | 10      | Jardim Mitsutani (via Jardim Rosana)                             |
| 7059  | 10      | Parque do Engenho                                                |
| 7060  | 10      | Valo Velho                                                       |
| 7062  | 10      | INOCOOP Campo Limpo                                              |
| 7062  | 31      | Campo Limpo (via Ceú Campo Limpo)                                |
| 7063  | 10      | Jardim Macedônia                                                 |
| 7081  | 10      | Terminal Capelinha (via Avenida Carlos Lacerda) (Linha Nortuna)  |
| 807A  | 10      | Terminal Santo Amaro (via Terminal João Dias)                    |
| 807M  | 10      | Shopping Morumbi (via Real Parque)                               |
| 809C  | 10      | Hospital das Clínicas (via Largo dos Pinheiros)                  |
| 809P  | 10      | Pinheiros (via Avenida Professor Francisco Morato)               |
| 857A  | 10      | Metro Santa Cruz (via Parque do Ibirapuera/Detran)               |
| 857C  | 10      | Metro Conceição (via Av. Jorn. Roberto Marinho/Aeroporto)        |
| 857P  | 10      | Metro Paraíso (via Avenida Rebouças/Avenida Paulista)            |
| 857R  | 10      | Aclimação (via Avenida Rebouças/Avenida Paulista)                |
| 8605  | 10      | Terminal Bandeira (via Avenida Cidade Jardim/Avenida 9 de Julho) |
| 8700  | 10      | Praça Ramos (via Rua da Consolação)                              |
| 8700  | 22      | Hospital das Clínicas                                            |
| 8700  | 51      | Estación Luz (via Avenida Rebouças/Praça Ramos)                  |

## Líneas de pasaje

### En la calle Campina Grande
| Línea | Prefijo | Terminal Primaria | Terminal Secundária |
| ----- | ------- | ----------------- | ------------------- |
| 809L  | 10      | Campo Limpo       | Lapa                |

### En la Estrada do Campo Limpo (SPTrans)
| Línea | Prefijo | Terminal Primaria | Terminal Secundária               |
| ----- | ------- | ----------------- | --------------------------------- |
| 745M  | 10      | Campo Limpo       | Shopping SP Market                |
| 745M  | 21      | Cohab Adventista  | Campo Limpo                       |
| 857P  | 21      | Campo Limpo       | Estación Paraíso\|Metro Paraíso]] |

### En la Estrada do Campo Limpo (EMTU)
| Línea | Prefijo | Ciudad Origen | Barrio Origen                  | Ciudad Destino | Barrio destino            |
| ----- | ------- | ------------- | ------------------------------ | -------------- | ------------------------- |
| 124   | TRO     | Embú          | Jardim Santo Eduardo           | São Paulo      | Hospital das Clínicas     |
| 124   | BI1     | Embú          | Jardim Ângela                  | São Paulo      | Hospital das Clínicas     |
| 124   | VP1     | Embú          | Jardim Santa Emilia            | São Paulo      | Hospital das Clínicas     |
| 125   | TRO     | Embú          | Jardim São Marcos              | São Paulo      | Pinheiros                 |
| 125   | BI1     | Embú          | Jardim Nossa Senhora de Fatima | São Paulo      | Pinheiros                 |
| 125   | BI2     | Embú          | Vila Isis Cristina             | São Paulo      | Pinheiros                 |
| 128   | TRO     | Embú          | Jardim do Colégio              | São Paulo      | Pinheiros                 |
| 272   | TRO     | Embú          | Jardim Casa Branca             | São Paulo      | Pinheiros                 |
| 413   | TRO     | Embú          | Jardim Santo Eduardo           | São Paulo      | Terminal Rodoviário Tietê |
| 510   | TRO     | Embú          | Jardim Vazame                  | São Paulo      | Pinheiros                 |

- Datos: Q9086171